# مقريصات (مقريصات)
مقريصات هي إحدى مشيخات المملكة المغربية، تتبع جغرافيا لإقليم وزان وإداريًا لمقريصات. يقدر عدد سكانها بـ 976 نسمة حسب الإحصاء الرسمي للسكان والسكنى لسنة 2004.